# بورونتزو
بورونتزو (به ایتالیایی: Buronzo) یک کومونه در ایتالیا است که در استان ورسلی واقع شده‌است.

## خصوصیات
بورونتزو ۲۵٫۰ کیلومترمربع مساحت و ۹۶۷ نفر جمعیت دارد و ۱۸۹ متر بالاتر از سطح دریا واقع شده‌است.